# Codro

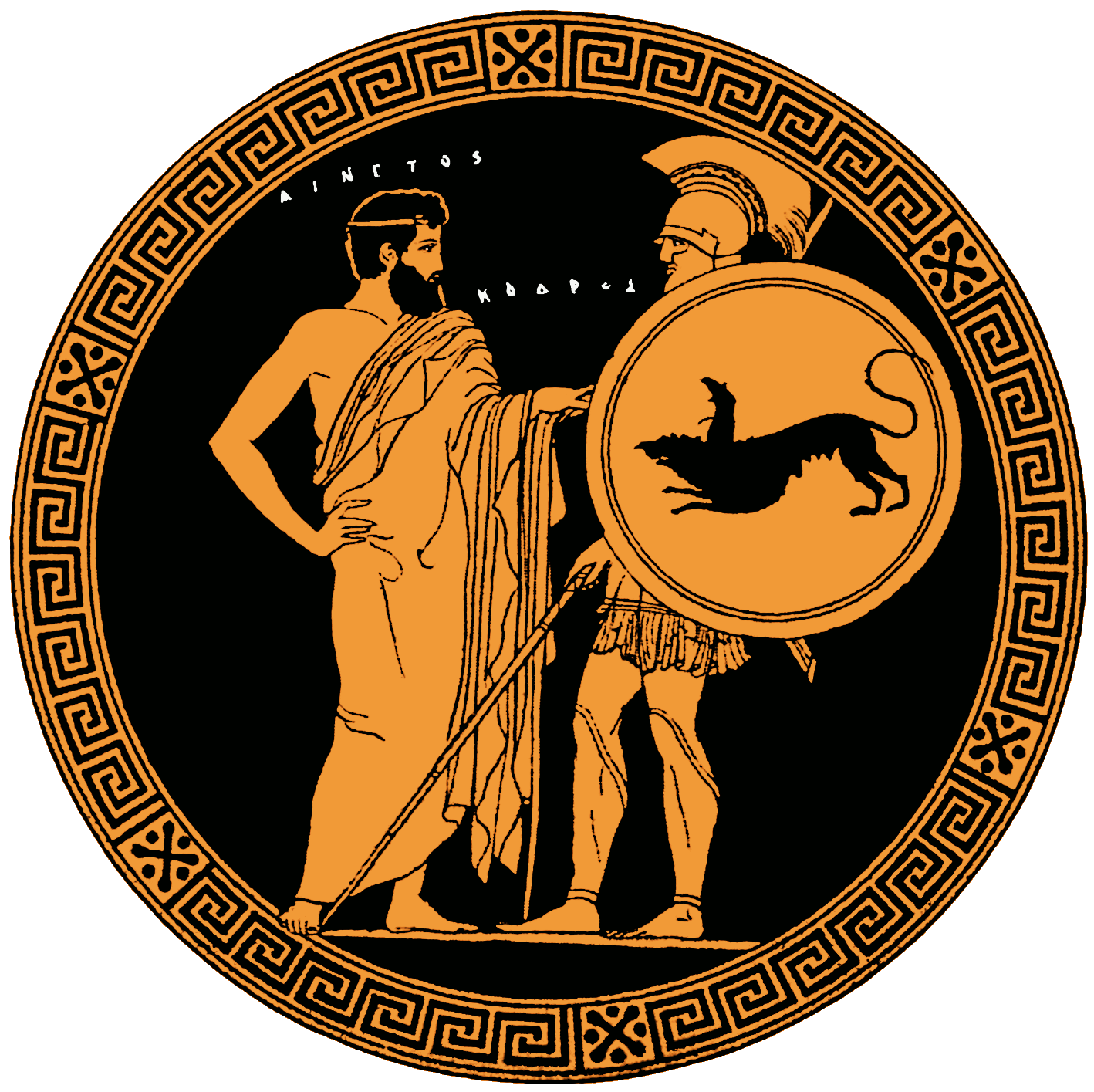
Il re Codro raffigurato in un vaso attico conservato nel Museo di Bologna

Codro (Atene, 1091 a.C., Sparta, 1070 a.C.) o, meno frequentemente, Kodro (in greco antico: Κόδρος?, Kòdros), è stato, secondo la leggenda, l'ultimo re di Atene.

## Nella mitologia
La fine della monarchia fu determinata, sempre secondo il mito, da una guerra contro Sparta: l'oracolo di Delfi aveva infatti profetizzato al re che gli ateniesi avrebbero vinto se il loro sovrano fosse stato ucciso. La notizia giunse presto alle orecchie degli spartani, i quali, naturalmente, fecero attenzione a non fargli del male.
Il re, tuttavia, travestito da vecchio, provocò alcuni soldati spartani andati a fare legna, che lo uccisero. Gli Ateniesi svelarono l'inganno andando a chiedere la restituzione del corpo del loro re al campo degli Spartani, che così seppero chi fosse il vecchio ucciso con tale noncuranza e persero la guerra.
Aristotele, nella Politica (V 10, 1310b 34-40) propone la vicenda di Codro come exemplum di sacrificio personale per il bene della patria.
Sconfisse Alete re di Corinto.